# Intelligent Music Project
Intelligent Music Project – bułgarska supergrupa założona w 2012 przez bułgarskiego przedsiębiorcę Milena Wrabewskiego. Reprezentanci Bułgarii w 66. Konkursie Piosenki Eurowizji (2022).

## Historia zespołu
Grupa została założona przez biznesmena Milena Wrabewskiego. Współpracowali z wokalistami, takimi jak m.in. Simon Phillips, John Payne, Carl Sentance, Bobby Rondinelli czy Todd Sucherman. Swój debiutancki album wydali w 2012. Z czasem wokalistą grupy został Ronnie Romero. W listopadzie 2021 nadawca publiczny Byłgarska nacionałna telewizija (BNT) ogłosił, że grupa będzie reprezentować Bułgarię w 66. Konkursie Piosenki Eurowizji (2022) w Turynie. 5 grudnia 2021 opublikowany został ich konkursowy utwór, „Intention”. 10 maja wystąpili w pierwszym półfinale konkursu, jednak nie zakwalifikowali się do finału.

## Dyskografia

### Albumy
- 2012 – The Power of Mind
- 2014 – My Kind o’ Lovin'
- 2015 – Touching the Divine
- 2018 – Sorcery Inside
- 2020 – Life Motion
- 2021 – The Creation

### Single
- 2020 – „Every Time”
- 2020 – „I Know”
- 2021 – „Listen”
- 2021 – „Sometimes & Yesterdays That Mattered”
- 2021 – „Intention”